# レインボーモータースクール
株式会社ホンダレインボーモータースクールは自動車教習所（運転免許教育業務）・安全運転研修・モータースポーツ事業を展開する、本田技研工業の連結子会社。

## 概要
1963年（昭和38年）2月にホンダ開発興業自動車部として設立。1972年（昭和47年）6月1日に安全思想をより具体的専門的かつ継続的に実践していくために株式会社レインボーモータースクールとして独立。そして、創立50周年を迎えるにあたり株式会社ホンダレインボーモータースクールへと社名変更をした。

### 組織
本社：埼玉県和光市下新倉5-27-1

教習事業部
- レインボーモータースクール和光/交通教育センターレインボー和光：埼玉県和光市下新倉5-27-1
- レインボーモータースクール福岡：福岡県糟屋郡新宮町美咲1-5-53

研修・モータースポーツ事業部
- 交通教育センターレインボー埼玉[3]：埼玉県比企郡川島町出丸下郷53-1
- 交通教育センターレインボー浜名湖：静岡県浜松市浜名区細江町気賀5200-5
- 交通教育センターレインボー熊本[4]：熊本県菊池郡大津町大字平川1500

レインボードローンスクール
- レインボーモータースクール本社内：埼玉県和光市下新倉5-27-1

資本参加・技術人事交流
- シンガポールSSDC・BBDC

### 沿革
- 1963年2月：ホンダ開発興業自動車部として設立。同月16日に和光校がホンダ自動車教習所として埼玉県公安委員会指定自動車教習所となる。
- 1970年：ホンダ開発興業がホンダ開発に改称。また本田技研工業が二輪車・自動車メーカーとしての社会的責任を果たすという目的から『ホンダ安全運転普及本部[5]』を発足させる。
- 1972年6月:ホンダ開発より株式会社レインボーモータースクールとして独立。
- 1980年6月：交通教育センターレインボー埼玉開設。和光校10万人目の卒業生誕生。
- 1981年3月：レインボーモータースクール福岡開設。
- 1982年7月：レインボーライディングスクール浜松開設。
- 1983年：6月23日浜松校、7月15日福岡校が二輪指定を受ける。
- 1985年3月：シンガポールSSDCを出資設立。
- 1989年3月：交通教育センターレインボー熊本開設。6月にはシンガポールBBDCを出資設立。
- 1989年8月：レインボーモータースクール福岡を現在地へ移転。
- 1990年5月：和光校二輪社屋R2ステーション完成。
- 1991年11月：レインボーモータースクール福岡、四輪指定を受ける。
- 1997年11月：和光校30万人目の卒業生誕生。
- 2000年7月：交通教育センターレインボー埼玉のコース拡充。
- 2002年4月：交通教育センターレインボー浜名湖開設。
- 2003年5月：普通二種免許教習開始。
- 2005年4月：本社・和光校新校舎完成。6月よりAT限定二輪免許教習開始。
- 2010年6月：和光校で新大型自動車免許教習開始。12月31日をもってレインボーライディングスクール浜松を閉校。
- 2012年6月：株式会社レインボーモータースクール　創立40周年。
- 2015年1月：レインボーモータースクール福岡、校舎リニューアル。
- 2018年10月：レインボードローンスクール浜名湖開校。
- 2019年4月：レインボードローンスクール埼玉開校。
- 2022年6月：株式会社ホンダレインボーモータースクールへ社名変更。

## レインボーモータースクール和光
本社に併設される同社の基幹となる指定自動車教習所で、単に「レインボーモータースクール」「レインボー」と呼称する場合は和光校を意味する場合が多い。広大な敷地を有し、所内コースは自動車・二輪車を独立させているなどの特徴を備えている。

### 取扱免許
- 普通自動車第一種免許（MT・AT）・同AT限定解除
- 普通自動車第二種免許（MT・AT）
- 準中型自動車免許・同5t限定解除
- 中型自動車免許・同8t限定解除
- 大型自動車免許
- 大型特殊自動車免許
- 大型自動二輪車免許（MT・AT）・同AT限定解除
- 普通自動二輪車免許（MT・AT）・同AT限定解除・同小型限定解除
- 普通自動二輪車（小型限定）免許（MT・AT）・同AT限定解除
- けん引免許

### 取扱講習
- ペーパードライバー講習
- 安全運転研修
- スキルアップ講習[6]

## レインボーモータースクール福岡
レインボーモータースクール福岡（ - ふくおか）は、福岡県糟屋郡新宮町にある福岡県公安委員会指定自動車教習所である。

### 取扱免許
- 普通自動車第一種運転免許
- 普通自動車第二種運転免許
- 中型自動車免許
- 大型自動二輪車免許
- 普通自動二輪車免許

### 取扱講習
- ペーパードライバー講習
- 安全運転研修

## レインボーライディングスクール浜松
レインボーライディングスクール浜松（ - はままつ）は、静岡県浜松市中区（現・中央区) に存在した静岡県公安委員会指定自動車教習所である。2010年12月31日をもって閉校。

### 概要
株式会社レインボーモータースクールが運営する二輪車専門の自動車教習所で、交通教育センターレインボー浜名湖と共に同社の浜松事業部に属していた。

### 取扱免許
- 大型自動二輪車免許
- 普通自動二輪車免許
- 普通自動二輪車（小型限定）免許

### 教習車
大型自動二輪車
- ホンダ CB750
- スズキ スカイウェイブ650

普通自動二輪車
- ホンダ CB400SF
- ホンダ シルバーウイング400

普通自動二輪車（小型限定）
- ホンダ CB125T
- ホンダ スペイシー125